# 王夢睗
王夢暘（1549年—？），字旭東，號鳌矶，江西廣信府上饒縣人，軍籍，明朝政治人物。

## 生平
萬曆四年丙子科江西鄉試第六十六名，萬曆八年（1580年）庚辰科會試第一百十六名，登三甲第二百零七名進士。兵部觀政，九年授安庆府推官，丁憂归乡，不久卒。

## 家族
曾祖王瓚；祖父王鈺；父王綸。母徐氏；繼母徐氏。